# Велика дитина (Доктор Хаус)
«Велика дитина» (англ. Big Baby)  — тринадцята серія п'ятого сезону американського телесеріалу «Доктор Хаус». Прем'єра епізоду проходила на каналі FOX 26 січня 2009. Доктор Хаус і його нова команда мають врятувати жінку, яка може витримувати будь-які стреси.

## Сюжет
Сара, вихователька дітей з вадами, починає кашляти кров'ю і невдовзі непритомніє. Хаус вважає, що проблема у крові і наказує заміряти час кровотечі. Кров пацієнтки не згортається, а Хаус прагне дізнатися, чи новий головний лікар буде йому довіряти. Він просить у Кемерон дозвіл на повне опромінення тіла жінки і та дає згоду. Проте Хаус знає, що опромінення не потрібне і Тринадцята з Таубом влаштовують фальшиву процедуру. Під час неї у Сари зупиняється серце.
Тринадцята вважає, що саме тіло виробляє холодові аглютиніни. Хаус наказує посадити пацієнтку у холодну вану, щоб підтвердити цю версію. Кемерон дозволяє вану, але сперш команда має перевірити кров на згортання у холоді. Кров згортається, тому команда проводить тест із ваною. Але процедура не дає бажаного результату і Хаус вирішує, що проблема у мозку. Розсіяний склероз міг пояснити те, що декілька років тому Сара переплутала цифри і забула сходити в туалет перед фальшивим опроміненням. Хаус просить у Кемерон дозвіл на біопсію мозку, але вона наказує спершу зробити МРТ голови. МРТ не показує порушень і Хаус дозволяє Катнеру зробити ЕРХП, оскільки той вважає, що у пацієнтки може бути пухлина підшлункової. Під час процедури Катнер помічає плевральну порожнину, а відмова легенів означає, що Хаус був правий.
Катнер вважає, що він правий і робить ендоскопічне УЗД, хоч Хаус проти цього. Форман і Тринадцята перевіряють клас, в якому працює Сара. УЗД знову нічого не показує, а Хаус отримує дозвіл Кемерон на розкриття черепу пацієнтки. Під час операції Кадді телефонує в операційну і намагається відмовити Хауса від його ідеї. Її дочка Рейчл починає плакати, що починає дратувати Сару, яка до того часу могла витримати будь-які стреси. Показники підвищуються і у пацієнтки може трапитись інсульт, але дитина перестає кричати і стан жінки нормалізується. Хаус розуміє, що плід Сари міг не розвинутись нормально і перевіряє серце. На екрані він помічає, що артеріальна протока серця відкрита, проте вона повинна була закритись після народження. У стані стресу тиск підвищується і відкриває протоку. Кров іде в обхід і потрапляє до правої половини мозку. Через це у стані стресу Сара розслабляється. Команда починає лікування серця. Кемерон відмовляється від посади головного лікаря і Кадді знову доводиться працювати, а не доглядати за дочкою.